# Meistaradeildin (1962)
W roku 1962 odbyła się 20. edycja Meistaradeildin (dziś zwanej Formuladeildin), czyli pierwszej ligi piłki nożnej archipelagu Wysp Owczych. W sezonie brało udział 4 zespołów, zwycięzcą został B36 Tórshavn, pokonując zwycięzcę poprzedniego sezonu KÍ Klaksvík.

## Uczestnicy
| Uczestnicy Meistaradeildin 1961                                                                               | Uczestnicy Meistaradeildin 1961 | Uczestnicy Meistaradeildin 1961 | Uczestnicy Meistaradeildin 1961 |
| --- | ------------------------------- | ------------------------------- | ------------------------------- |
| KÍ | KÍ Klaksvík                     | 1                               |                                 |
| B36 | B36 Tórshavn                    | 2                               |                                 |
| TB | TB Tvøroyri                     | 3                               |                                 |
| HB | HB Tórshavn                     | 4                               |                                 |
| Oznaczenia: - kolumna pierwsza – skróty nazw drużyn, - kolumna trzecia – miejsce zajęte w poprzednim sezonie. |                                 |                                 |                                 |

## Rozgrywki

### Tabela
| Lp. | Drużyna          | M | Z | R | P | Bramki | Bramki | Różn. | Pkt | Uwagi |
| --- | ---------------- | - | - | - | - | ------ | ------ | ----- | --- | ----- |
| 1   | B36 Tórshavn (M) | 6 | 5 | 0 | 1 | 8      | 3      | +5    | 10  |       |
| 2   | KÍ Klaksvík      | 6 | 4 | 0 | 2 | 10     | 5      | +5    | 8   |       |
| 3   | HB Tórshavn      | 6 | 2 | 0 | 4 | 6      | 13     | −7    | 4   |       |
| 4   | TB Tvøroyri      | 6 | 1 | 0 | 5 | 7      | 10     | −3    | 2   |       |

### Wyniki spotkań
| Gospodarz \ Gość | B36 | HB   | KÍ  | TB  |
| B36 Tórshavn     |     | 0:01 | 3:0 | 1:0 |
| HB Tórshavn      | 0:2 |      | 2:0 | 3:2 |
| KÍ Klaksvík      | 3:0 | 4:0  |     | 1:0 |
| TB Tvøroyri      | 0:2 | 5:1  | 0:2 |     |

Aktualne na 14 marca 2015. Źródło: FaroeSoccer.com
Objaśnienia:
1Drużyna gospodarzy jest wymieniona po lewej stronie tabeli.
Kolory: zielony – zwycięstwo gospodarzy, żółty – remis, różowy – zwycięstwo gości.
Objaśnienia:
1. B36 Tórshavn zwyciężył walkowerem. Ponieważ HB Tórshavn nie wystawił na mecz pełnego składu, B36 przyznano zwycięstwo, ale nie przyznano żadnych bramek[1].

## Sędziowie
Następujący arbitrzy sędziowali poszczególne mecze Meistaradeildin 1962:
| Kraj        | Imię i nazwisko   | Klub        | Data urodzenia | Debiut w Meistaradeildin | Mecze w Meistaradeildin | Mecze w sezonie 1962 |
| ----------- | ----------------- | ----------- | -------------- | ------------------------ | ----------------------- | -------------------- |
| Wyspy Owcze | Sámal Júst Dahl   | ?           | ?              | ?                        | ?                       | 6                    |
| Wyspy Owcze | Kriss Guttesen    | ?           | ?              | ?                        | ?                       | 1                    |
| Wyspy Owcze | Magnus Kjelnæs    | KÍ Klaksvík | ?              | ?                        | ?                       | 2                    |
| Wyspy Owcze | Sjúrður Magnussen | ?           | ?              | ?                        | ?                       | 3                    |